# Championnat du Ghana de football 2006-2007
Navigation
Saison précédente Saison suivante
La saison 2006-2007 du Championnat du Ghana de football est la quarante-septième édition de la première division au Ghana, la Premier Division. Elle regroupe, sous forme d'une poule unique, les seize meilleures équipes du pays qui se rencontrent deux fois, à domicile et à l'extérieur. En fin de saison, les trois derniers du classement sont relégués et remplacés par les trois meilleures formations de deuxième division.
C'est le club d'Hearts of Oak SC qui remporte le championnat cette saison après avoir terminé en tête du classement final, avec cinq points d'avance sur Ashanti Gold SC et sept sur le tenant du titre, Asante Kotoko. C'est le dix-neuvième titre de champion du Ghana de l'histoire du club.
Le champion et son dauphin se qualifient pour la Ligue des champions de la CAF tandis que les 3e et 4e du classement obtiennent leur billet pour la Coupe de la confédération (en l'absence de la Coupe du Ghana). De plus, le championnat se terminant en avril 2007, c'est le classement à l'issue de la 12e journée qui détermine les équipes qualifiées pour les compétitions continentales pour l'édition 2007.

## Les clubs participants
| - Hearts of Oak SC - Asante Kotoko - Ashanti Gold SC - All Blacks FC - Promu de D2 - Real Tamale United - King Faisal Babies - Berekum Arsenal - Real Sportive | - Power FC - Feyenoord Academy - Hearts of Lions Kpando - Tema Youth - Promu de D2 - Sekondi Hasaacas - Great Olympics - Promu de D2 - Liberty Professionals - Bofoakwa Tano FC |

## Compétition
Le barème de points servant à établir les classements se décompose ainsi :
- Victoire : 3 points
- Match nul : 1 point
- Défaite : 0 point

### Classement
| Rang | Équipe                 | Pts | J  | G  | N  | P  | Bp | Bc | Diff |
| ---- | ---------------------- | --- | -- | -- | -- | -- | -- | -- | ---- |
| 1    | Hearts of Oak SC       | 58  | 30 | 16 | 10 | 4  | 33 | 15 | +18  |
| 2    | Ashanti Gold SC        | 53  | 30 | 15 | 8  | 7  | 35 | 24 | +11  |
| 3    | Asante KotokoT         | 51  | 30 | 15 | 6  | 9  | 35 | 24 | +11  |
| 4    | Hearts of Lions Kpando | 47  | 30 | 13 | 8  | 9  | 40 | 27 | +13  |
| 5    | Berekum Arsenal -3     | 43  | 30 | 14 | 4  | 12 | 37 | 36 | +1   |
| 6    | Real Sportive          | 43  | 30 | 11 | 10 | 9  | 22 | 22 | 0    |
| 7    | Great OlympicsP        | 42  | 30 | 12 | 6  | 12 | 35 | 34 | +1   |
| 8    | Liberty Professionals  | 40  | 30 | 10 | 10 | 10 | 27 | 25 | +2   |
| 9    | Tema YouthP            | 40  | 30 | 9  | 13 | 8  | 23 | 23 | 0    |
| 10   | Sekondi Hasaacas       | 38  | 30 | 11 | 5  | 14 | 29 | 37 | -8   |
| 11   | Real Tamale United     | 36  | 30 | 8  | 12 | 10 | 23 | 23 | 0    |
| 12   | All Blacks FCP         | 36  | 30 | 9  | 9  | 12 | 22 | 29 | -7   |
| 13   | King Faisal Babies -3  | 34  | 30 | 9  | 10 | 11 | 27 | 31 | -4   |
| 14   | Bofoakwa Tano FC -3    | 32  | 30 | 9  | 8  | 13 | 24 | 29 | -5   |
| 15   | Feyenoord Academy      | 32  | 30 | 9  | 5  | 16 | 24 | 32 | -8   |
| 16   | Power FC -3            | 18  | 30 | 5  | 6  | 19 | 26 | 51 | -25  |

|  | Qualification pour la Ligue des champions de la CAF 2008 |
|  | Qualification pour la Coupe de la confédération 2008     |
|  | Relégation directe en deuxième division                  |
|  | T : Tenant du titre P : Promu de deuxième division       |

## Bilan de la saison
| Championnat du Ghana de football 2006-2007 |                              |
| Champion                                   | Hearts of Oak SC (19e titre) |
| Coupes et trophées                         |                              |
| Vainqueur de la Coupe du Ghana 2006-2007   | Non disputée                 |
| Qualifications continentales               |                              |
| Ligue des champions de la CAF 2007         | Asante Kotoko                |
| Ligue des champions de la CAF 2007         | Ashanti Gold SC              |
| Coupe de la confédération 2007             | Hearts of Oak SC (forfait)   |
| Coupe de la confédération 2007             | Tema Youth                   |
| Ligue des champions de la CAF 2008         | Hearts of Oak SC             |
| Ligue des champions de la CAF 2008         | Ashanti Gold SC              |
| Coupe de la confédération 2008             | Asante Kotoko                |
| Promotions et relégations                  |                              |
| Promus en Premier League                   | All Stars FC                 |
| Promus en Premier League                   | Kessben FC                   |
| Promus en Premier League                   | Zaytuna FC                   |
| Relégués en Second League                  | Bofoakwa Tano FC             |
| Relégués en Second League                  | Feyenoord Academy            |
| Relégués en Second League                  | Power FC                     |